# 乌尔丽卡·卡尔松
乌尔丽卡·卡尔松（瑞典語：Ulrika Karlsson，1970年10月14日—），瑞典女子足球运动员。她曾代表瑞典国家队参加1999年国际足联女子世界杯和1996年夏季奥林匹克运动会，均未能进入前三名。